# Conférence épiscopale internationale des saints Cyrille et Méthode
La Conférence épiscopale internationale des saints Cyrille et Méthode (en latin : Conferentia episcoporum internationalis SS. Cyrilli et Metodii, abrégé CEICEM) est une conférence épiscopale de l’Église catholique qui regroupe les évêques des églises particulières du Kosovo, de Macédoine du Nord, du Monténégro et de Serbie. Elle a été créée par le pape Jean-Paul II en décembre 2004.
Son président participe au Conseil des conférences épiscopales d’Europe (CCEE), avec une petite quarantaine d’autres membres.
Elle porte le nom de Cyrille et Méthode de Thessalonique, connus comme les « apôtres des Slaves ».
Son siège est à Belgrade.
Les trois autres États issus de l’ancienne République fédérative socialiste de Yougoslavie — la Bosnie-Herzégovine, la Croatie et la Slovénie — ont chacune leur propre conférence épiscopale ; voir les articles sur les conférences épiscopales de Yougoslavie (en), Bosnie-Herzégovine, Croatie et Slovénie.

## Membres
| Église particulière         | Composante de l’Église catholique            | Pays                 |
| --------------------------- | -------------------------------------------- | -------------------- |
| Archidiocèse de Belgrade    | Église latine                                | Serbie               |
| Diocèse de Subotica         | Église latine                                | Serbie               |
| Diocèse de Zrenjanin        | Église latine                                | Serbie               |
| Diocèse de Syrmie           | Église latine                                | Serbie               |
| Archidiocèse de Bar (en)    | Église latine                                | Monténégro           |
| Diocèse de Kotor            | Église latine                                | Monténégro           |
| Diocèse de Skopje (en)      | Église latine                                | Macédoine du Nord    |
| Diocèse de Prizren-Pristina | Église latine                                | Kosovo               |
| Éparchie de Ruski Krstur    | Église grecque-catholique serbo-monténégrine | Serbie et Monténégro |
| Éparchie de Strumica-Skopje | Église grecque-catholique macédonienne       | Macédoine du Nord    |

## Historique
Une Conférence épiscopale de Yougoslavie (en) a existé, couvrant l’ensemble du territoire de la Yougoslavie jusqu’à son éclatement au début des années 1990 ; des « conférences épiscopales régionales » existent en son sein. Une premier groupe d’États est reconnu par le Vatican en 1991 ; plusieurs conférences épiscopales sont par la suite fondées en 1993 : la slovène le 19 février et la croate le 15 mai.
Les évêques des autres territoires mettent plus de temps à se réorganiser ; ceux de Bosnie-Herzégovine fin 1994. La « Conférence épiscopale de Yougoslavie » est refondée en 1997, couvrant les territoires de la Serbie (dont le Kosovo, qui en fait alors clairement partie) et le Monténégro, et change plusieurs fois de nom ensuite.
Elle s’appelle un temps « Conférence des évêques catholiques latins de Serbie et Monténégro », mais finit par intégrer les évêques de Macédoine. Les statuts de la « Conférence épiscopale internationale des saints Cyrille et Méthode » sont finalement approuvés le 22 décembre 2004.

## Présidents
- Stanislav Hočevar (en) (décembre 2004 – avril 2011)[9]
- Zef Gashi (en) (avril 2011 – avril 2016)[9]
- Ladislav Nemet (avril 2016 – actuellement)[9]

## Sanctuaires
La conférence n’a pas, en 2022, désigné de sanctuaire national.